# Біткойн-міксер
Біткойн-міксер (англ. Bitcoin mixer, Bitcoin tumbler, Bitcoin mixing service) — сервіс анонімізації, який ускладнює або робить практично неможливим відстеження транзакцій в системі Біткойн.
Більшість біткойн-міксерів використовують наступну технологію: кошти клієнта дробляться на стандартні дрібні частини, після чого ці частини змішуються у випадковому порядку з аналогічними частинами інших клієнтів. В результаті всіх операцій, до кінцевого одержувача приходить задана кількість криптовалюти, але невеликими партіями від різних випадково обраних учасників.

## Види міксерів

### Централізовані сервіси
Перше покоління міксерів відноситься до так званих централізованих сервісів. Користувач відправляє біткойни, платить невелику комісію, на вказану адресу приходять біткойни від іншого клієнта на ту ж суму. Рівень анонімності залежить від кількості користувачів та кількості біткойнів, доступних для змішування. Більшість таких сервісів не стали надто популярними. На даний момент таку послугу надають лише кілька великих сервісів обміну. Слід врахувати, що при доступі до логів сервісу, рівень анонімності може істотно знизитися.

### Пірингові міксери
Пірингові (децентралізовані) міксери забезпечують контакти користувачів між собою: обмін біткойнами відбувається безпосередньо, без посередника. Знижується можливість викрадення кріптовалюти. Такі протоколи, як CoinJoin, SharedCoin і CoinSwap дозволяє декільком біткойн-користувачам об'єднатися для того, щоб сформувати одну транзакцію, яка проводиться в кілька етапів при наборі потрібної кількості учасників. Крім сервера, який займається перемішуванням, ніхто з клієнтів не зберігає адреси відправників і одержувачів. Ця операція може проводитися кілька разів для різних одержувачів, щоб ускладнити операцію аналізу.